# Cosmologia quantistica

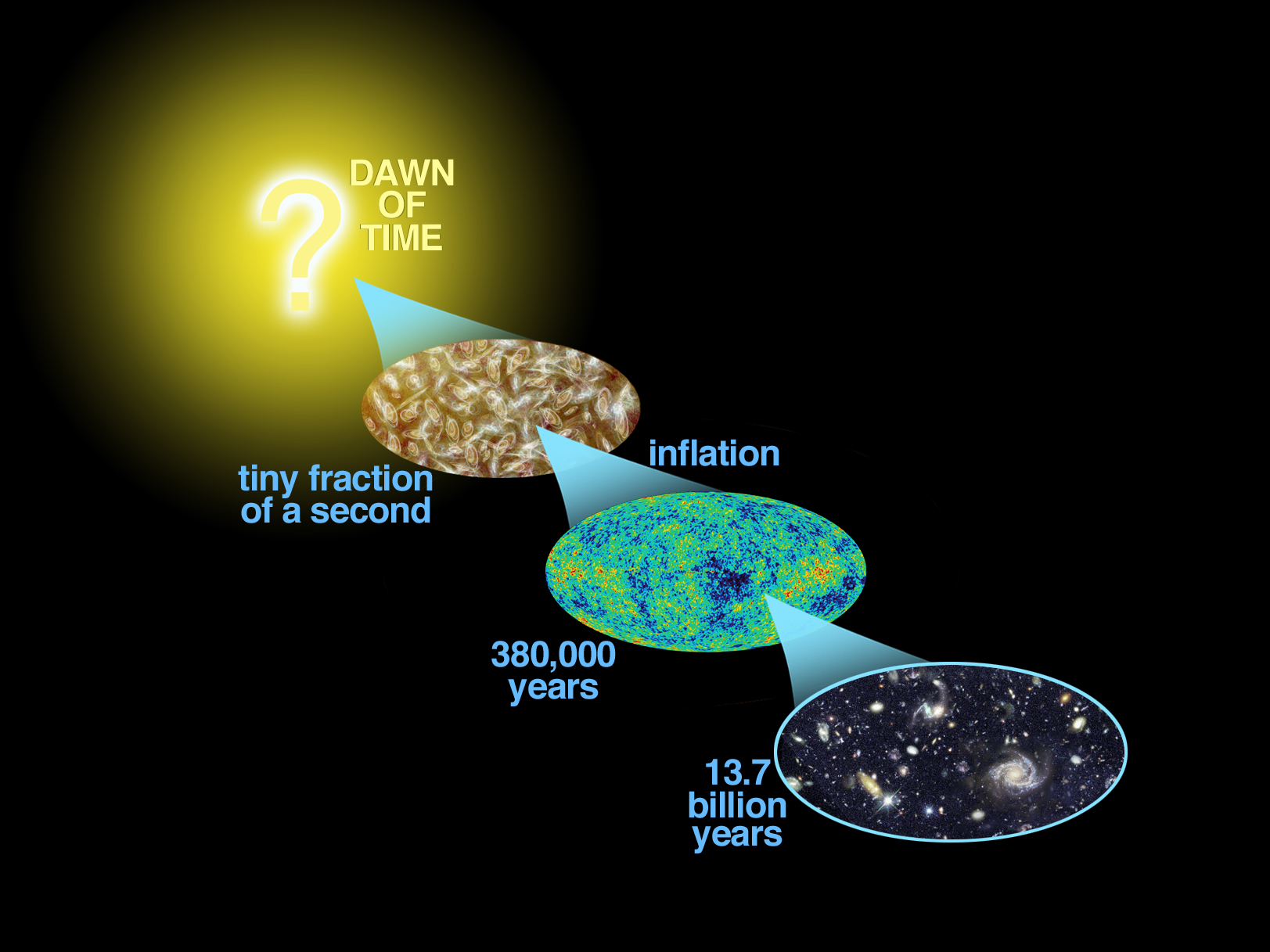
Il modello del Big Bang: la cosmologia quantistica indaga sul presunto inizio dello spazio e del tempo.

In fisica teorica la cosmologia quantistica tenta di studiare l'effetto della meccanica quantistica sui modelli di formazione ed evoluzione dell'Universo a partire dal Big Bang, tentando di risolvere il problema teorico della singolarità gravitazionale iniziale (punto adimensionale a densità e curvatura infinite) che emergerebbe da tali modelli secondo la relatività generale.
Essa fornirebbe la possibilità che il tempo sia limitato nel passato, oppure che lo spazio sia finito ma il tempo illimitato, giungendo ad evitare la singolarità, anche introducendo nozioni matematiche come il tempo immaginario. In questo ambito assumono importanza fondamentale i concetti di vuoto quantistico e di falso vuoto.
Nonostante i molti tentativi di fornire fondamenta matematicamente consistenti, come l'equazione di Wheeler-DeWitt (utilizzata, ad esempio, nel modello dello stato di Hartle-Hawking),  o, più recentemente, la cosmologia quantistica a loop, la cosmologia quantistica rimane un ramo piuttosto speculativo della gravità quantistica.

## Teorie di cosmologia quantistica

### Big Bang dalla schiuma quantistica

Esempio di collasso in un sistema metastabile: 1) La configurazione è inizialmente stabile (minimo locale di energia o falso vuoto); 2) regione di alta instabilità: il sistema compie una transizione. 3) Il sistema decade in uno stato di massima stabilità (energia minima).

La teoria più diffusa tra i fisici del modello standard della cosmologia, in accordo con la fisica quantistica, è quella che individua la nascita dell'universo da uno spaziotempo primordiale dove, a causa di fluttuazioni quantistiche, si formerebbero e svanirebbero continuamente microregioni spaziotemporali della lunghezza di Planck (schiuma quantistica), similmente a quanto accade nel vuoto quantistico con la continua comparsa e annichilazione reciproca di particelle e antiparticelle virtuali.
In presenza in una microregione di spaziotempo di un campo scalare metastabile (inflatone), dotato di un'elevata energia del vuoto (falso vuoto), una transizione di fase darebbe origine in modo casuale a un'espansione inflazionaria formando un intero universo. Tale fluttuazione potrebbe manifestarsi con un bilancio energetico equivalente a zero che si riprodurrebbe nell'universo, dove energia positiva della materia e negativa gravitazionale si equivarrebbero (universo a energia totale nulla). Da questo processo scaturirebbe il plasma di particelle originario del Big bang e al termine della fase inflazionaria il campo scalare si stabilizzerebbe in uno stato di minima energia consentendo la prosecuzione dell'espansione a ritmi standard.
L'universo sarebbe quindi una sorta di "pasto gratis" (espressione di Alan Guth), scaturito da un nulla che in realtà non è tale, poiché spaziotempo ed energia, in senso quantistico, sarebbero "sempre" esistiti.

### Stato iniziale senza confini e cosmologie top-down

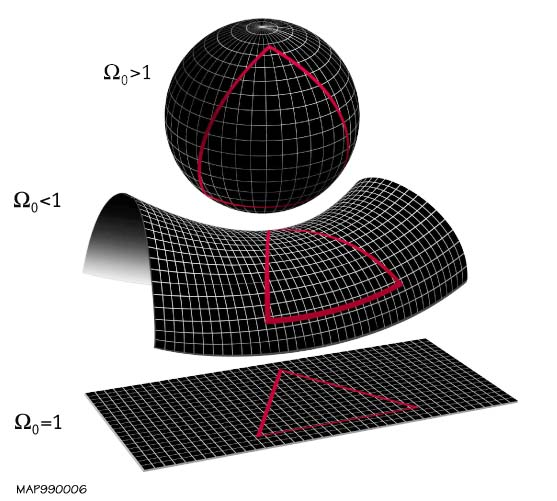
La geometria locale dell'universo è determinata dal fatto che omega sia minore, uguale o maggiore di 1. Dall'alto verso il basso abbiamo un universo sferico (chiuso), uno iperbolico e uno piatto (entrambi aperti). Hawking ha sostenuto il primo modello, ma ha affermato che anche il terzo è possibile e adeguato.

Lo stato di Hartle-Hawking o teoria dello stato senza confini (in inglese detto anche "no-boundary proposal" cioè progetto senza confini) è una teoria fisica e un modello cosmologico sull'origine dell'universo, nell'ambito del modello standard, ipotizzata da James Hartle e Stephen Hawking. In questa teoria il Big Bang non deriva da una singolarità gravitazionale iniziale ma da uno "stato iniziale senza confini" (da cui il nome di no-boundary proposal), descritto come una sorta di "cupola". L'universo - o meglio, uno stato primordiale a densità altissima di energia e temperatura, assai simile a un buco nero - sarebbe quindi autosufficiente e auto-creato, mentre lo spaziotempo ad un certo punto si sarebbe espanso per un evento come la fluttuazione da questo falso vuoto di tipo quantistico. Il tempo reale, per convenzione, è considerato finito e con un inizio, ma grazie all'uso del tempo immaginario, non vi sono confini.
Lo stato di Hartle-Hawking si collocherebbe cronologicamente come periodo precedente all'era di Planck e all'inflazione. Esso è inoltre descritto come l'inizio dell'universo o del multiverso, oltre il quale non ha senso domandarsi che cosa esistesse prima, poiché nulla esisteva. Il Big Bang sarebbe quindi una fase successiva a questo stato eterno precedente a tutto: essendo come un confine di una sfera o ellissoide, non si potrebbe viaggiare prima di esso (se non esiste il multiverso), come non si può essere più a nord del polo terrestre. Arrivare alla singolarità nuda diventa impossibile come nel paradosso dello stadio di Zenone.
Insieme a Thomas Hertog, al CERN, nel 2006, Hawking ideò uno sviluppo ulteriore della sua proposta senza confini, la "cosmologia top-down" (dalle strutture grandi alle piccole, un modello di Fine-tuned Universe e nell'ambito della teoria M e dell'interpretazione a molti mondi), per cui l'universo non aveva alcuno stato unico iniziale, e quindi è inappropriato per i fisici tentare di formulare una teoria che cerchi di predire la configurazione attuale dell'universo partendo da un preciso stato iniziale. La cosmologia top-down di Hawking postula che il presente possa selezionare il passato da una sovrapposizione di molte possibili storie (la cosiddetta somma sulle storie di Richard Feynman o integrale sui cammini). Secondo questa teoria matematica è inevitabile scoprire le attuali costanti fisiche del nostro universo, dato che l'attuale universo "seleziona" soltanto quelle storie passate che hanno portato alle condizioni presenti. Come nell'interpretazione a molti mondi, le storie fallimentari sono terminate, proprio come nella selezione naturale. In questo modo si fornisce una spiegazione antropica per il motivo per cui ci troviamo in un universo che permette l'esistenza della materia stabile e della vita, senza per questo dover invocare l'esistenza di molteplici universi, cosa che Hawking comunque non esclude affatto.

### Inflazione eterna e Teoria delle bolle

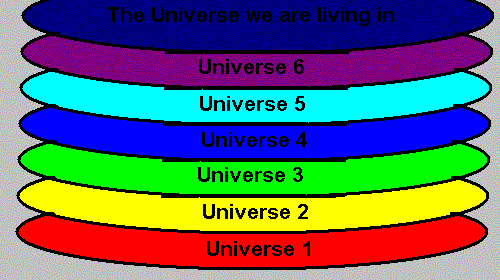
"Universi a bolla", ogni disco è un universo a bolla con costanti fisiche diverse da quelle degli altri. Quest'immagine illustra il concetto di come il nostro universo possa essere solo uno tra molte (forse infinite) bolle.

L'inflazione eterna è un modello nel quale la fase di espansione accelerata dell'universo dovuta all'inflazione continua per sempre, almeno in alcune regioni. L'inflazione eterna è prevista da molti modelli differenti di inflazione cosmica. Il modello originale di Alan Guth di inflazione includeva una fase di falso vuoto con energia del vuoto positiva. Nell'inflazione eterna parti dell'universo in quella fase si espandono inflativamente e solo occasionalmente decadono a uno stato di energia minore, non inflazionario, chiamato anche stato fondamentale. Dato che queste regioni si espandono a tassi esponenziali, l'intero volume dell'universo cresce indefinitamente e sempre più rapidamente, fino alla riproduzione di un nuovo falso vuoto da cui originerebbe un nuovo universo.
La teoria comprende anche la cosiddetta variante dell'inflazione caotica o teoria delle bolle (in inglese "Bubble Theory"), proposta da Andrej Linde, un modello di cosmologia frattale nel quale l'inflazione eterna condurrebbe per forza di cose a postulare un multiverso, cioè l'esistenza contemporanea di molti o infiniti universi ciascuno originato da una propria bolla di inflazione e con le proprie leggi fisiche.

### Cosmologia della gravità quantistica a loop: il Big Bounce
La gravità quantistica a loop (LQG, dal termine inglese Loop Quantum Gravity), conosciuta anche coi termini di gravità a loop, geometria quantistica e relatività generale canonica quantistica, è stata proposta quale teoria quantistica dello spazio-tempo che cerca di unificare le teorie della meccanica quantistica e della relatività generale.Secondo questa teoria lo spaziotempo  sarebbe costituito da anelli (in inglese loop) di dimensioni infinitesime, di 10−35 metri, ossia dieci miliardesimi di miliardesimi di miliardesimi di nanometri. Questi 
anelli infinitamente piccoli possono contenere una certa quantità di energia che non può mai diventare infinita come in una singolarità gravitazionale, che viene esclusa dalla teoria.
Su questa concezione si basa la teoria del Big Bounce (in inglese "Grande Rimbalzo"), elaborata dal fisico tedesco Martin Bojowald, esperto di gravità quantistica, e dal suo team della Pennsylvania State University, pubblicata nel luglio 2007 su Nature Physics online. La teoria si occupa dell'origine e della fine dell'Universo visibile e di cosa ci fosse "prima" dell'Universo. Si tratta di una variante della teoria dell'universo oscillante secondo la quale l'universo si espanderà fino ad un certo punto e poi si ritrarrà in uno stato simile a quello del Big Bang, quindi si verificherà una nuova nascita (il Big Bounce), con la ripetizione del processo per l'eternità. 
Il processo si svolgerebbe in un universo chiuso, che tiene però conto delle scoperte sull'universo in accelerazione e della meccanica quantistica, oltre che della relatività generale. Lo spostamento verso il rosso cosmologico è quindi, come nel modello ciclico originale, caratteristico dell'espansione mentre lo spostamento verso il blu della contrazione. Alcuni sostengono che a causa delle dimensioni del cosmo vediamo "il passato", ossia l'universo che si stava allontanando dopo il Big Bang, ma in realtà abbia già cominciato a contrarsi. Anche nel caso che l'energia oscura si riveli una quintessenza, sarebbe possibile il verificarsi di un Big Bounce se tale costante decadesse o divenisse (o ritornasse) attrattiva anziché repulsiva.
È stata proposta un'estensione della teoria che permetterebbe di colmare la lacuna temporale fra il big bounce e l'inizio dell'inflazione, derivando in modo completo la cosmologia standard e facendo risalire allo stesso big bounce le fluttuazioni quantistiche riscontrabili nella successiva fase inflazionaria.
Teorie molto simili sono inoltre sostenute da altri fisici che si occupano di gravità quantistica, come Leonardo Fernández-Jambrina, Ruth Lazkoz, Peter Lynds, Nikodem Popławski, Parampreet Singh..

### Modelli della teoria delle stringhe
In fisica teorica, la teoria delle stringhe (letteralmente in inglese string significa "corda") è una teoria, ancora in fase di sviluppo, che tenta di conciliare la meccanica quantistica con la relatività generale, e che si spera pertanto possa costituire una teoria del tutto. Sue evoluzioni sono la teoria delle superstringhe e la teoria M.
Si fonda sul principio secondo cui la materia, la radiazione e, sotto certe ipotesi, lo spazio e il tempo siano in realtà la manifestazione di entità fisiche fondamentali che, a seconda del numero di dimensioni in cui si sviluppano, vengono chiamate stringhe oppure p-brane. Anche queste teorie presuppongono due o più universi, fino ad un multiverso.

### Selezione naturale cosmologica

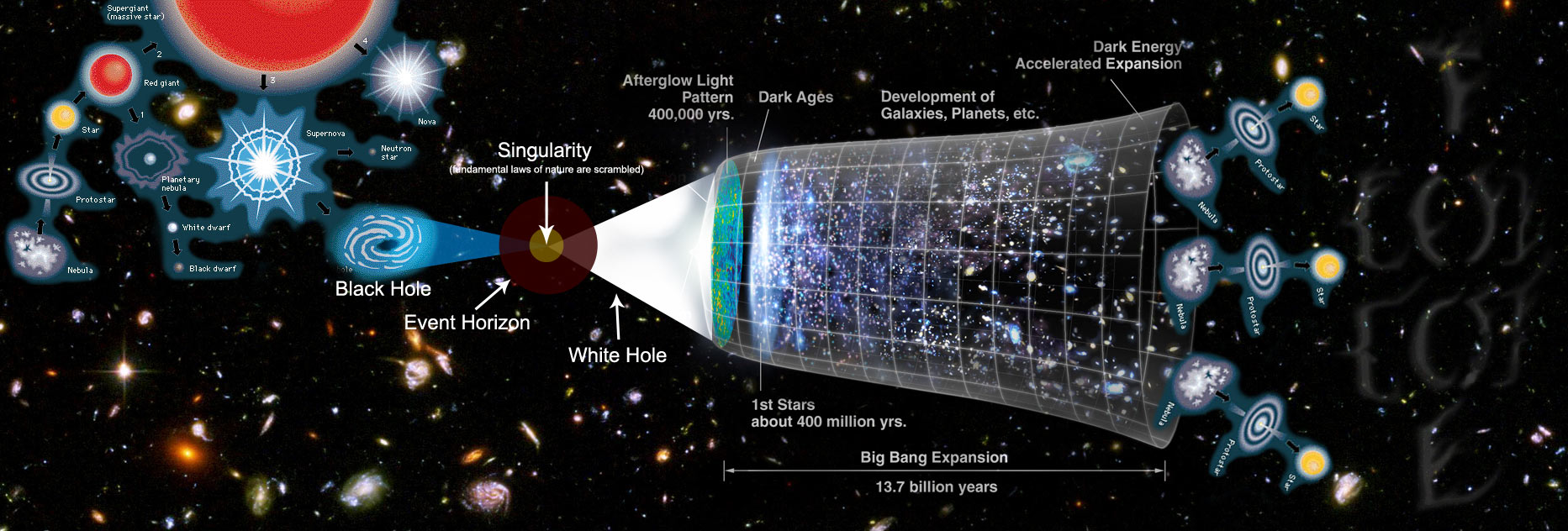
Il multiverso e la selezione naturale cosmologica; è visibile il buco nero che dà vita, prima di evaporare, alla singolarità (punto rosso) e al Big Bang, che è raffigurato come un buco bianco

La selezione naturale cosmologica è un modello cosmologico proposto da Lee Smolin, esperto di cosmologia quantistica e gravità dei quanti ma presente anche in altri modelli, che prevede la nascita di vari universi (che formano un infinito ed eterno multiverso) da un universo precedente tramite un buco bianco/buco nero, in modo che venga selezionato probabilisticamente, analogamente a quanto accade in biologia con la legge dell'evoluzione scoperta da Charles Darwin (in cui vince la lotta per la sopravvivenza l'organismo più adattabile), il più adatto alla vita intelligente (secondo il metro di giudizio "umano"). In questo modo è nato, casualmente, questo attuale universo, dove si trova la Terra.

### Modello di Baum-Frampton
Lauris Baum e Paul H. Frampton hanno proposto un modello di universo ciclico dove ogni Big Bang scaturisce dal collasso di un universo precedente; cioè strettamente collegato all'ipotesi di Big Rip, che tuttavia non sarebbe mai completo: infatti essi suggeriscono che un piccolissimo istante prima della conclusione del Big Rip - cioè la totale distruzione del tessuto cosmico dello spaziotempo a causa dell'energia oscura - dell'ordine di 10^(-27) secondi, lo spazio si dividerebbe in un gran numero di volumi indipendenti. Questi volumi di spazio sono correlati a “universi osservabili”, che vengono contratti ad una dimensione estremamente piccola, dell'ordine della lunghezza di Planck, dove agiscono le leggi della meccanica quantistica. Ognuno di tali volumi di spazio non conterrebbe materia o energia per la presenza del Big Rip, quindi l'entropia in ogni singolo volume si ridurrebbe praticamente a zero, rimanendo sostanzialmente inalterata durante questa contrazione. Successivamente il modello seguirebbe lo scenario del “Big Bang”, con entropia nuovamente crescente a causa dell'inflazione cosmica nella creazione dell'universo. Questo accadrebbe in ogni “volume” di spazio derivato dall'universo originale, traducendosi in un numero straordinariamente grande, ma finito, di nuovi universi. L'equazione matematica che descrive pressione e densità dell'energia oscura elaborata da questa teoria predice che lo stato dell'energia oscura è sempre meno di -1, mentre il modello ciclico proposto di Steinhardt-Turok aveva stabilito che il valore non era mai meno di -1. Questo valore negativo assunto dall'equazione di Frampton e Baum implica che la densità dell'energia oscura divenga uguale alla densità dell'universo e che ad un certo punto l'espansione si fermi, poco prima del “Big Rip".

### Cosmologia dal potenziale quantistico

Nella cosmologia quantistica di Ali e Das lo spaziotempo, proprio come nella teoria dello stato stazionario, è in espansione ma non esiste singolarità e inizio, grazie al superamento della relatività generale nella proposta di gravità quantistica basata sulle equazioni di Bohm. Il Big Bang rappresenta solo l'inizio della fase inflazionaria o espansiva.

La cosmologia dal potenziale quantistico o cosmologia del potenziale quantistico ("cosmology from quantum potential"), proposta da Ahmed Farag Ali e Saurya Das, sostituisce, come la proposta di Hawking (ma a differenza di questa, il tempo reale dell'universo è considerato infinito), la singolarità gravitazionale presente nella relatività generale con uno stato non limitato; in questo caso, grazie alle equazioni quantistiche, essa è sostituita con un “fluido quantistico”, composto da gravitoni, le ipotetiche particelle elementari prive di massa che hanno la funzione di trasmettere la forza di gravità proprio come i fotoni portano elettromagnetismo (in quanto bosoni di gauge); tale fluido sarebbe inoltre il fondamentale costituente dello spaziotempo, in sostituzione di altre proposte sui quanti della lunghezza di Planck (stringhe, loop). Alcuni hanno ravvisato una somiglianza con l'etere luminifero.
Presentata nel 2014-15, la teoria è leggermente simile al risultato postulato dalla teoria dello stato stazionario e da alcune cosmologie non standard (es. cosmologia del plasma), ossia un universo in espansione e sviluppo, senza vero inizio e vera fine, e in relativo equilibrio (ma, in questo caso, senza principio cosmologico perfetto), però fa uso sia della meccanica quantistica sia della relatività generale e accetta la teoria del Big Bang.
I proponenti hanno rielaborato la teoria di David Bohm (alternativa all'interpretazione di Copenaghen e all'interpretazione a molti mondi) fondendo la relatività generale con la cosmologia quantistica e la correlata gravità quantistica, e originando una versione quantistica delle equazioni di Friedmann. Il Big Bang "classico" (come inizio di "tutto") non sarebbe avvenuto, e l'universo non subirà né contrazione (Big Crunch) né probabilmente espansione indefinita (Big Freeze, Big Rip). Tuttavia non si tratta di un modello globale di gravità quantistica, ma può esservi incluso. I due fisici hanno sostenuto di non voler comunque eliminare per forza il Big Bang e hanno applicato alle equazioni della relatività generale una correzione quantistica, seguendo la proposta di Bohm di sostituire le cosiddette geodetiche classiche (il cammino più breve tra due punti su una superficie curva) con traiettorie quantistiche. Ali e Das hanno applicato tali traiettorie a un'equazione sviluppata, sempre negli anni cinquanta, dal fisico indiano Amal Kumar Raychaudhuri, derivando così un nuovo modello che descrive l'espansione e l'evoluzione dell'universo tenendo conto sia della relatività generale che della meccanica quantistica. Solo in seguito hanno potuto eliminare la singolarità, come un passo successivo e non predeterminato.

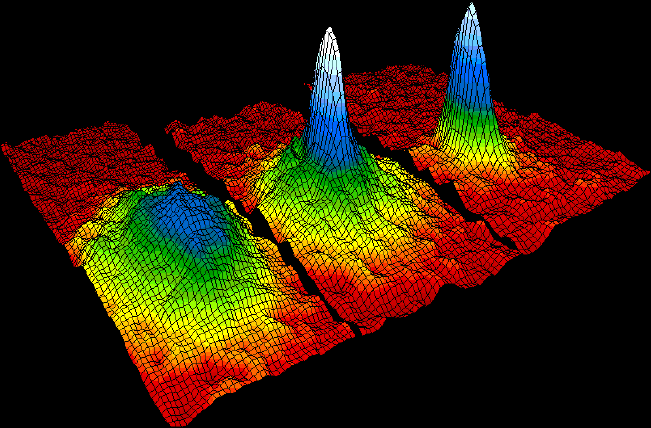
La distribuzione di velocità conferma la scoperta di un condensato di Bose - Einstein composto da un gas di atomi di rubidio.

I risultati dei due scienziati sono inoltre in buon accordo con alcuni parametri fisici effettivamente misurati (per esempio la densità attuale dell'Universo) ma, al momento,  non spiegano le due grandi “prove” di un Big Bang realmente avvenuto: l'espansione dell'Universo (visibile attraverso il redshift) e l'esistenza della radiazione cosmica di fondo. In realtà il modello non nega un'espansione né la fase primordiale calda, e descrive il Big Bang come un'espansione del già esistente, ipotesi che tra l'altro era condivisa da Georges Lemaître, primo proponente della teoria del Big Bang, ed è sostenuta da moltissimi fisici tra cui James Peebles (il Big Bang come esplosione è in realtà una spiegazione semplicistica)., uno degli scienziati che hanno contribuito al modello standard della cosmologia.

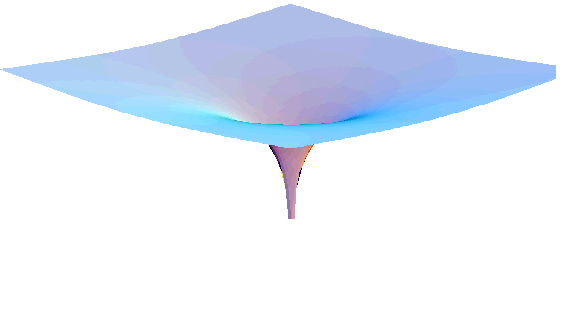
Forma dell'ipotetica evoluzione spaziotemporale dell'universo descritto da Ali e Das, un imbuto infinito anziché un cono con un inizio preciso, come la classica rappresentazione del Big Bang.

In questo modello non esistono la singolarità gravitazionale né la materia oscura o l'energia oscura come intese nel modello classico (proponendo una diversa spiegazione dell'accelerazione), che vengono esclusi dai calcoli matematici della relatività generale (la quale fallisce nel spiegare postulando una gravità infinita e non è stata unificata ancora con la meccanica quantistica in una teoria del tutto), rendendo l'universo a una dimensione finita, con un'età infinita. Das e un altro collaboratore, Rajat Bhaduri della McMaster University del Canada, hanno inoltre mostrato che i gravitoni possono formare un condensato di Bose-Einstein (uno stato della materia, che si ottiene quando si porta un insieme di bosoni a temperature estremamente vicine allo zero assoluto, cioè 0 K, corrispondente a -273,15 °C; in queste condizioni di grande raffreddamento, una frazione non trascurabile delle particelle si porta nello stato quantistico di più bassa energia e gli effetti quantistici - come il principio di indeterminazione di Heisenberg e le fluttuazioni quantistiche - si manifestano su scala macroscopica) a temperature che erano presenti nell'universo in tutte le epoche. Tale condensato sarebbe la fase finale dell'attuale periodo dell'universo.
Siccome la funzione d'onda di questo condensato, tramite il potenziale quantistico che produce, origina una costante cosmologica, esso può spiegare l'accelerazione solitamente attribuita all'energia oscura (nella spiegazione più comune tale costante è attribuita all'energia del vuoto), e stimare la quantità di questa costante. I condensati sarebbero presenti anche come materia oscura, e deriverebbero da grandi quantità degli stessi gravitoni o di assioni (altra ipotetica particella elementare) e, secondo Ali e Das, proprio le fluttuazioni di questo condensato spiegano le proprietà dell'universo. La teoria non ipotizza se altre espansioni e creazioni di materia come il Big Bang possono svilupparsi dalle fluttuazioni future di tale stato della materia, né se il nostro universo sia parte di un multiverso, ma si concentra sul Big Bang e l'evoluzione seguente.

### Cosmologia ciclica conforme
La cosmologia ciclica conforme (in inglese Conformal Cyclic Cosmology, abbreviato CCC) è un modello cosmologico di universo ciclico, proposto dal 2001 in poi dal matematico e fisico teorico Roger Penrose e dal collega Vahe Gurzadyan, che postula che la fine dell'universo sia l'inizio di uno nuovo, dato che la bassa entropia successiva alla morte termica dell'Universo (il momento in cui invece l'entropia è massima) sarebbe la stessa che c'era prima del Big Bang, a causa dell'evaporazione dei buchi neri. In quanto priva delle grandezze fisiche di spazio e di tempo, tale condizione, simile alle condizioni della lunghezza di Planck, genererebbe un nuovo Big Bang per fluttuazione e grazie alla spinta dell'accelerazione, nel quadro di un universo ciclico, infinito nel tempo ma non nello spazio. 
Questo modello è una variante e un superamento dell'universo ciclico classico, ma anche della teoria dello stato stazionario e dell'universo statico, ed è basato principalmente su una nuova interpretazione della relatività generale, conciliata con la meccanica quantistica e tramite l'uso dello spaziotempo di Minkowski e della geometria conforme al posto dell'universo di de Sitter e della geometria euclidea.
(Roger Penrose)
Il modello accetta l'espansione dell'universo fino al dissolvimento completo della materia e all'assorbimento della luce da parte dei buchi neri, postulando che a quel punto ciò che rimarebbe sarebbe del tutto simile alla condizione dell'iniziale singolarità gravitazionale. Nella CCC l'universo attraversa cicli infiniti (chiamati "eoni"), con ogni futuro infinito intervallo di spaziotempo che si presenta come ripetizione di ogni precedente iterazione, ed è identificato con la singolarità gravitazionale del Big Bang. La CCC si pone come un'alternativa alle più diffuse teorie cosmologiche. Penrose afferma che una prova del suo modello sarebbe contenuta nella radiazione di fondo e nelle onde scoperte in essa, che sarebbero i residui materiali degli universi precedenti (i cosmologi solitamente attribuiscono a fluttuazioni quantistiche espanse dall'inflazione, quindi alle onde gravitazionali, tali cerchi concentrici).